# Il diario di Edith
Il diario di Edith (Ediths Tagebuch) è un film del 1983 diretto da Hans Geißendörfer con protagonista Angela Winkler, liberamente tratto dal romanzo omonimo di Patricia Highsmith.